# Cormac McCarthy
Cormac McCarthy (nascido Charles Joseph McCarthy Jr.,Rhode Island, 20 de julho de 1933 – Santa Fé, 13 de junho de 2023) foi um escritor norte-americano que escreveu doze romances, duas peças, cinco roteiros e três contos, abrangendo os gêneros faroeste e pós-apocalíptico. Ficou conhecido por suas representações gráficas de violência e seu estilo de escrita único, reconhecível por um uso esparso de pontuação e atribuição. McCarthy é amplamente considerado um dos maiores escritores americanos contemporâneos. 

## Vida
McCarthy nasceu em Providence, Rhode Island, embora tenha sido criado principalmente no Tennessee. Na juventude, serviu na Força Aérea dos Estados Unidos durante quatro anos, e estudou Artes na Universidade do Tennessee. É vencedor do National Book Award, do National Book Critics Circle Award e do Prémio Pulitzer de Ficção 2007.
Cormac experimentou o sucesso generalizado pela primeira vez com Todos os belos cavalos (1992), pelo qual recebeu o National Book Award e o National Book Critics Circle Award. Esse romance foi seguido por A travessia (1994) e Cidades da Planície (1998), completando a Trilogia da Fronteira. Seu romance de 2005, Onde os velhos não tem vez, recebeu críticas mistas. Seu romance de 2006, A estrada, ganhou o Prêmio Pulitzer de Ficção de 2007 e o James Tait Black Memorial Prize de Ficção. Muitas das obras de McCarthy foram adaptadas para o cinema. A adaptação cinematográfica de 2007 intitulada Onde os fracos não tem vez,  dirigida pelos irmãos Coen, foi um sucesso comercial e de crítica, ganhando quatro Oscars, incluindo o de Melhor Filme. Os filmes All the Pretty Horses, The Road e Child of God também foram adaptados de suas obras de mesmo nome, e Outer Dark foi transformado em um curta de 15 minutos. McCarthy teve uma peça adaptada para um filme de 2011, The Sunset Limited, dirigida e protagonizada por Tommy Lee Jones.
Em 40 anos de carreira literária, produziu nove romances, entre eles Todos os Belos Cavalos, A Travessia e Cidade das Planícies, que o autor batizou de Trilogia da Fronteira. Onde os Velhos Não Têm Vez, lançado nos Estados Unidos em 2005, foi adaptado para o cinema pelos irmãos Joel e Ethan Coen, em seu filme No Country for Old Men, lançado em 2007 e vencedor do prêmio Oscar de melhor filme, em 2008. Avesso a entrevistas, Cormac McCarthy gosta de manter sua privacidade.
O escritor tem sido comparado nos últimos anos a outros grandes nomes do romance contemporâneo norte-americano, como Don Delillo, Philip Roth e Thomas Pynchon. No Brasil, McCarthy é publicado pela editora Alfaguara, do grupo Cia. das Letras.
McCarthy trabalhou com o Santa Fe Institute (SFI), um centro de pesquisa multidisciplinar. No SFI, publicou o ensaio “The Kekulé Problem” (2017), em que explora o inconsciente humano e a origem da linguagem. Ele foi eleito para a American Philosophical Society em 2012.  Seus romances mais recentes, The Passenger e Stella Maris, foram publicados em 25 de outubro de 2022 e 6 de dezembro de 2022, respectivamente, e formam um díptico. 

### Início da vida
McCarthy nasceu em Providence, Rhode Island, em 20 de julho de 1933, um dos seis filhos de Gladys Christina McGrail e Charles Joseph McCarthy. Sua família era católica irlandesa. Em 193, a família mudou-se para Knoxville, Tennessee, onde seu pai trabalhava como advogado para a Tennessee Valley Authority. A família morou primeiro em Noelton Drive, na luxuosa subdivisão de Sequoyah Hills, mas em 1941 se estabeleceu em uma casa em Martin Mill Pike, em South Knoxville. McCarthy disse mais tarde: "Éramos considerados ricos porque todas as pessoas ao nosso redor viviam em barracos de um ou dois cômodos". Entre seus amigos de infância estava Jim Long (1930–2012), que mais tarde seria retratado como J-Bone em Suttree. 
Ele frequentou a St. Mary's Parochial School e a Knoxville Catholic High School, e foi coroinha na Igreja da Imaculada Conceição de Knoxville. Quando criança, McCarthy não via valor na escola, preferindo seguir seus próprios interesses. Ele descreveu um momento em que seu professor perguntou à classe sobre seus hobbies. McCarthy respondeu ansiosamente, como disse mais tarde: "Eu era o único com algum hobby e tinha todos os hobbies que havia ... nomeie qualquer coisa, não importa o quão esotérico. Eu poderia ter dado a todos um hobby e ainda teria 40 ou 50 para leve pra casa." 
Em 1951, começou a frequentar a Universidade do Tennessee (UTK), onde estudou física e engenharia. Ele se interessou por escrever depois que um professor lhe pediu para pontuar uma coleção de ensaios do século XVIII para inclusão em um livro didático.  McCarthy abandonou a faculdade em 1953 para ingressar na Força Aérea dos Estados Unidos. Enquanto estava estacionado no Alasca, McCarthy lia livros vorazmente, o que ele afirmou ser a primeira vez que o fazia. Ele voltou para a UTK em 1957, para estudar Artes, onde publicou duas histórias, “Wake for Susan” e “A Drowning Incident” na revista literária estudantil The Phoenix, escrevendo sob o nome de CJ McCarthy Jr. Por isso, ele ganhou o Prêmio Ingram-Merrill de redação criativa em 1959 e 1960. Em 1959, porém, McCarthy abandonou a UTK pela última vez e partiu para Chicago. 
Para fins de sua carreira de escritor, McCarthy mudou seu primeiro nome de Charles para Cormac para evitar confusão e comparação com o manequim do ventríloquo Edgar Bergen, Charlie McCarthy. Cormac era um apelido de família dado a seu pai por suas tias irlandesas. Outras fontes dizem que ele mudou seu nome para homenagear o chefe irlandês Cormac MacCarthy, que construiu o Castelo de Blarney.
Depois de se casar com a colega Lee Holleman em 1961, McCarthy "mudou-se para uma cabana sem aquecimento e água corrente no sopé das Smoky Mountains fora de Knoxville". Lá, o casal teve um filho, Cullen, em 1962.  Quando a casa de infância do escritor James Agee estava sendo demolida em Knoxville naquele ano, McCarthy usou os tijolos do local para construir lareiras dentro de sua cabana no Condado de Sevier. Enquanto Lee cuidava do bebê e cuidava das tarefas da casa, Cormac pediu a ela para conseguir um emprego diurno para que ele pudesse se concentrar em escrever seu romance. Desanimada com a situação, ela se mudou para Wyoming, onde pediu o divórcio e conseguiu seu primeiro emprego como professora.

## Morte
McCarthy morreu em 13 de junho de 2023, aos 89 anos, em Santa Fé.

## Obras

### Peças teatrais
- The Stonemason (peça teatral) (1995)
- Sunset Limited (peça teatral) (2006)

### Roteiro
- The Gardener's Son (roteiro) (1976)

### Romances
- O Guarda do Pomar - no original The Orchard Keeper (1965)
- Nas trevas exteriores - no original Outer Dark (1968)
- O Filho de Deus - no original Child of God (1974)
- Suttree (1979)
- Meridiano de sangue ou O Crespúsculo Vermelho no Oeste - no original Blood Meridian, or the Evening Redness in the West (1985)
- Todos os belos cavalos - no original All the Pretty Horses (1992)
- A Travessia - no original The Crossing (1994)
- Cidades da Planície - no original Cities of the Plain (1998)
- No Country for Old Men (2005)
- A Estrada - no original The Road (2006) - Prémio Pulitzer de Ficção (2007)
- O passageiro - no original The Passenger (2022)
- Stella Maris (2022)

Capas da primeira edição em inglês dos romances de McCarthy
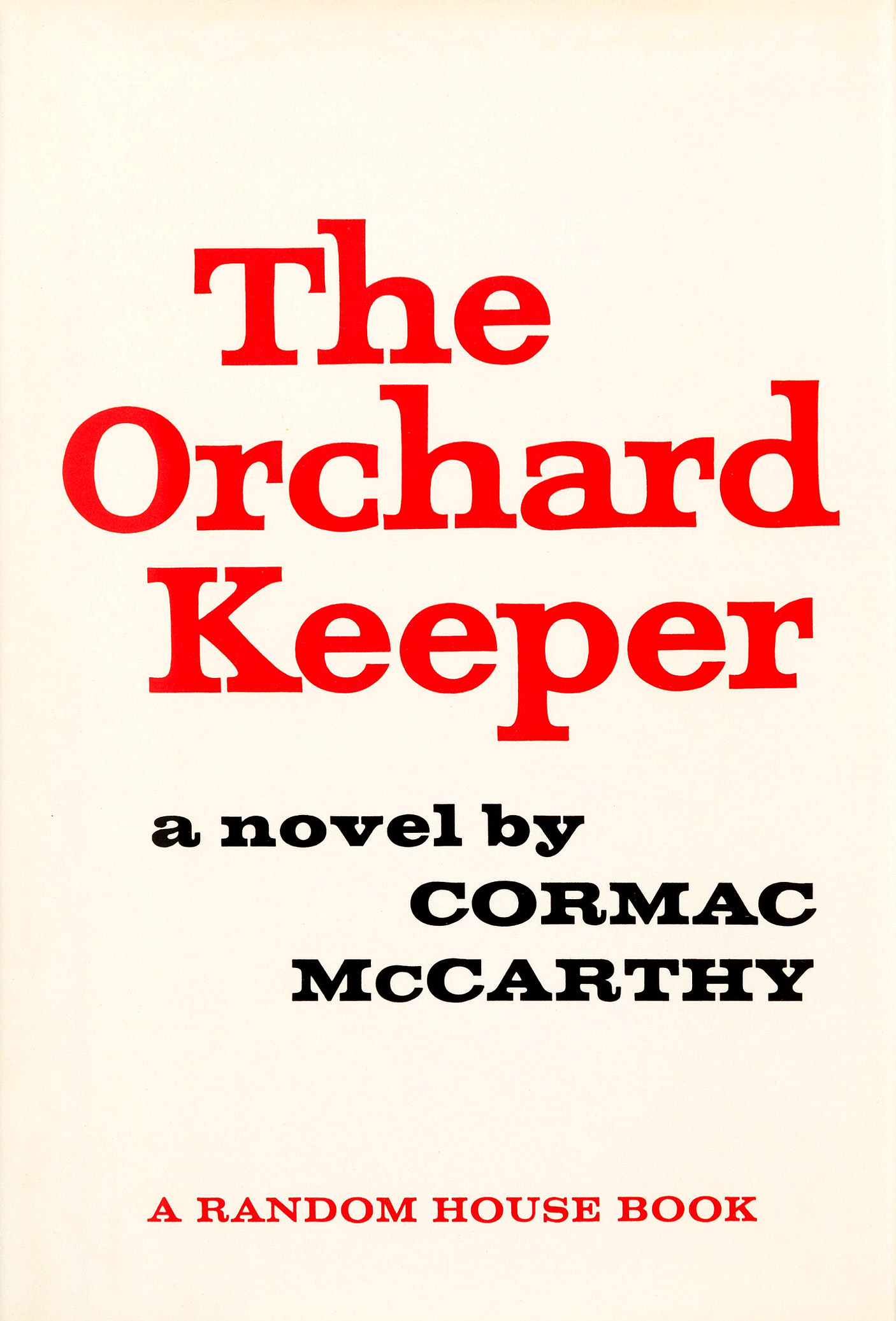
O Guarda do Pomar (1965)
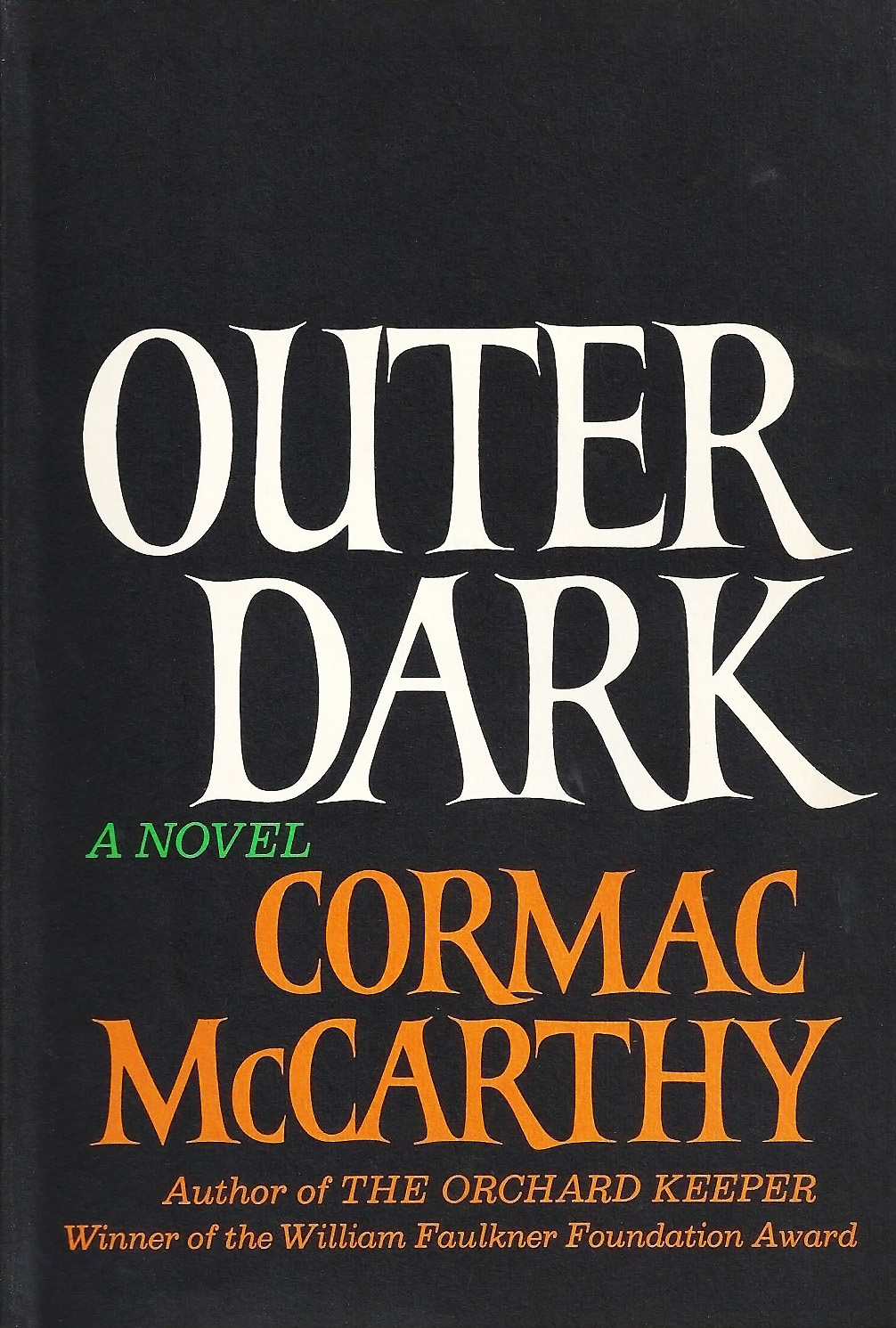
Nas trevas exteriores (1968)
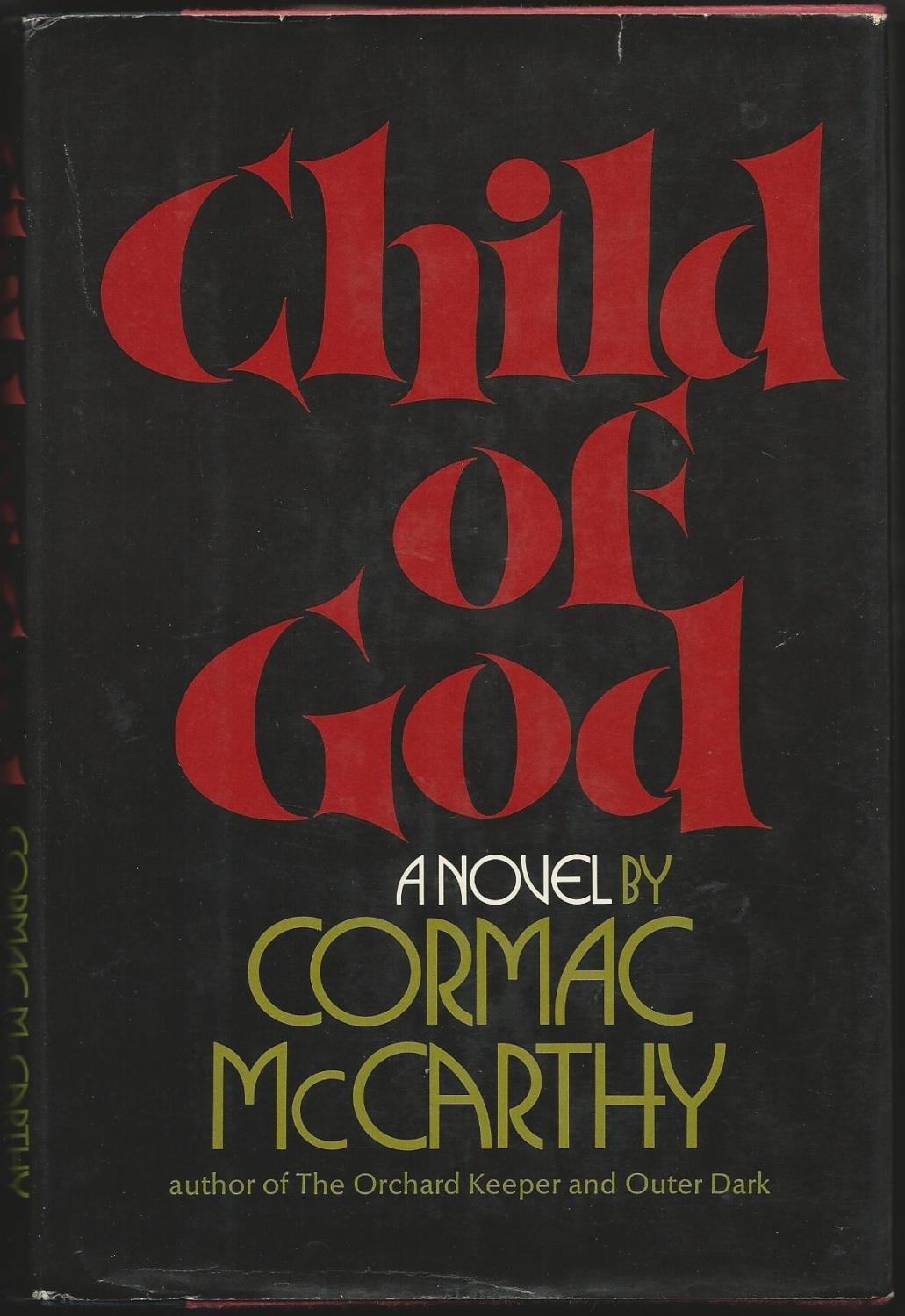
O Filho de Deus (1973)
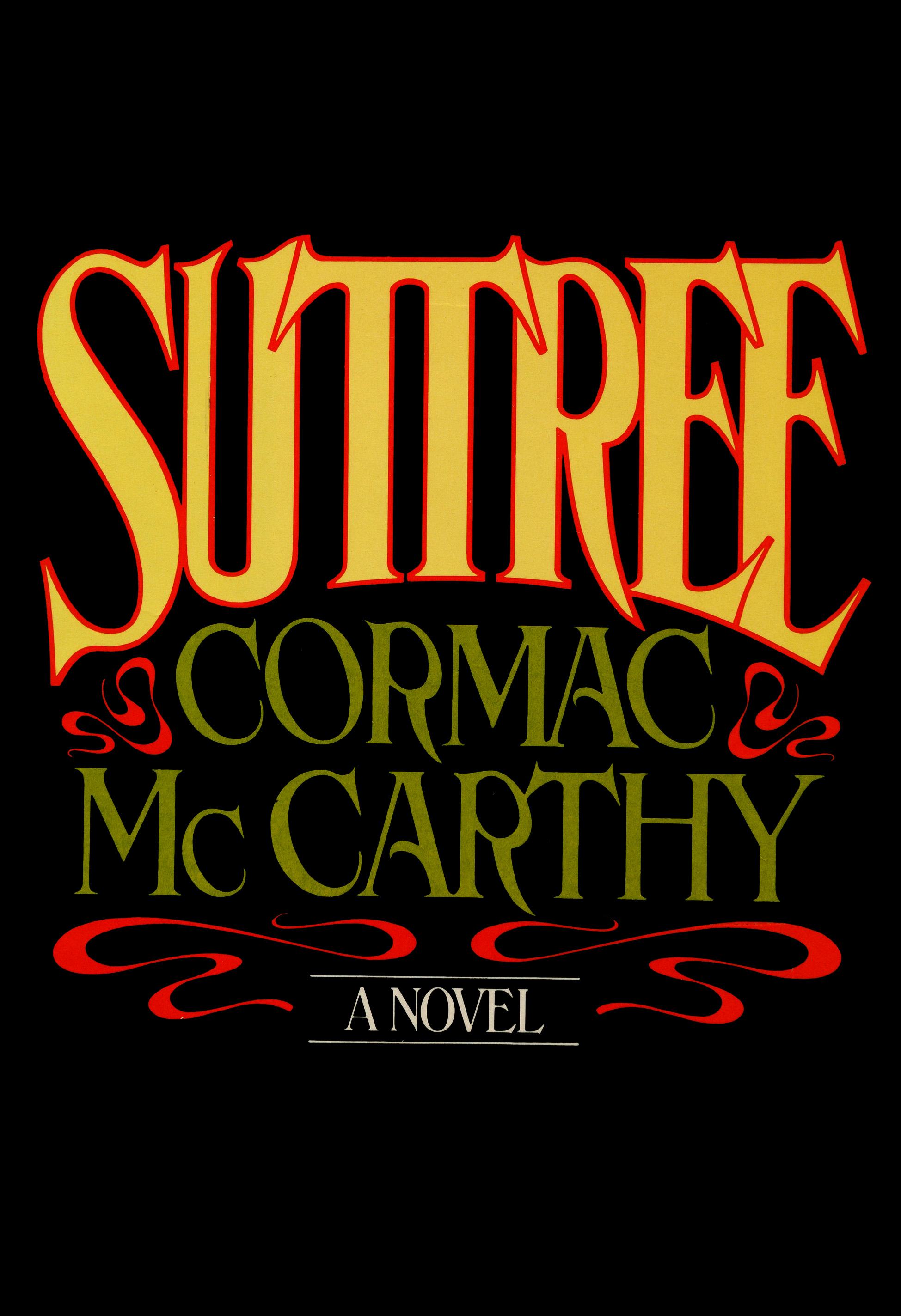
Suttree (1979)
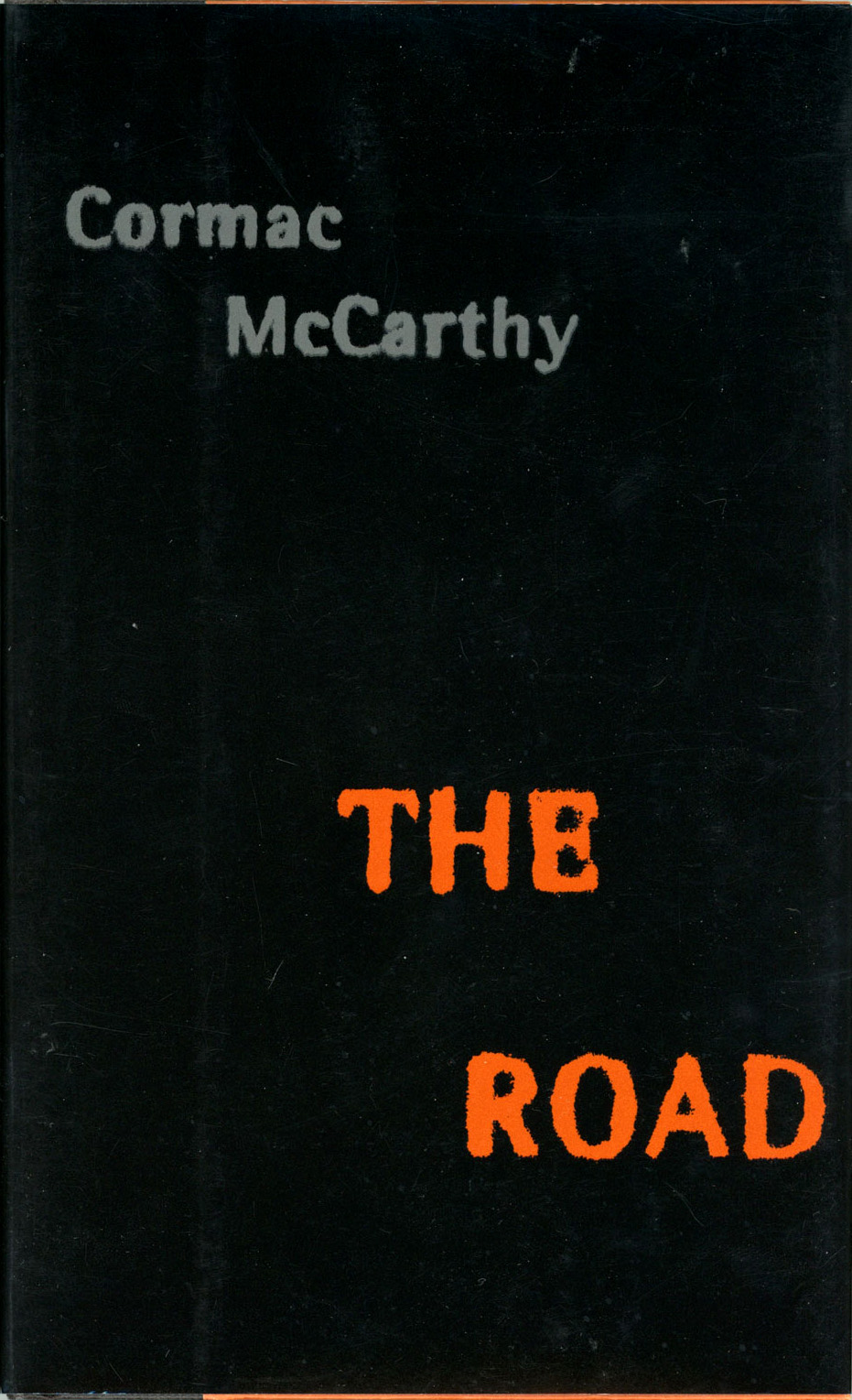
A Estrada (2006)